# 土御門雅房
土御門 雅房（つちみかど まさふさ）は、鎌倉時代中期の公卿。太政大臣・土御門定実の子。官位は正二位・大納言、弾正尹。尹大納言と称される。

## 経歴
以下、『公卿補任』と『尊卑分脈』の内容に従って記述する。
- 文永2年（1265年）4月25日、叙爵。
- 文永4年1月5日、従五位上に昇叙。2月1日、侍従に任ぜられる。
- 文永5年（1268年）1月21日、正五位下に昇叙。
- 文永7年（1270年）閏9月4日、従四位下に昇叙。侍従は元の如し。
- 文永8年（1271年）7月2日、従四位上に昇叙。
- 文永9年（1272年）7月11日、備前権守を兼ねる。
- 文永10年（1273年）12月8日、右少将に任ぜられる。
- 文永11年（1274年）10月3日、左少将に転任。12月20日、右中将に転任。
- 文永12年（1275年）1月6日、正四位下に昇叙。
- 建治2年（1276年）1月23日、伊予権介を兼ねる。閏3月14日、禁色を許される。
- 弘安元年（1278年）4月19日、従三位に叙される[1]。同月21日、右中将は元の如し。
- 弘安2年（1279年）1月7日、正三位に昇叙[2]。同月24日、越前権守を兼ねる。
- 弘安6年（1283年）3月28日、参議に任ぜられる。右中将は元の如し。
- 弘安7年（1284年）1月13日、左兵衛督を兼ね検非違使別当に補される。また同日、備前権守を兼ねる。
- 弘安8年（1285年）1月5日、従二位に昇叙。3月6日、権中納言に任ぜられる。同月19日、左兵衛督と検非違使別当を辞した。
- 弘安9年（1286年）1月5日、正二位に昇叙。
- 正応元年（1288年）10月27日、権中納言を辞退。
- 正応5年（1292年）8月14日、父・定実が従一位に叙され、9月5日には准大臣の宣旨を得た。
- 永仁3年（1295年）12月29日、権大納言に任ぜられる。
- 永仁4年（1296年）12月27日、父定実が内大臣に任ぜられる。
- 永仁5年（1297年）10月16日、大納言に転正。同日、父定実は内大臣を止められた。同年12月2日、雅房は淳和院別当に補された。
- 永仁6年（1298年）5月、淳和院別当を止められる。8月10日、春宮大夫を兼ねる。
- 正安3年（1301年）1月21日、新帝即位（後二条天皇）により春宮大夫を止める。同年6月2日、父定実が太政大臣に任ぜられる。
- 正安4年（1302年）2月28日、弾正尹を兼ねる。7月には父定実が太政大臣を辞した。雅房は9月28日に薨去。享年41。

## 『徒然草』第128段の雅房
雅房は『徒然草』第128段に登場することで知られ、讒言によって近衛大将になり損なった、とされている。実は、雅房は伏見天皇が即位すると権中納言を辞したのだが、父定実も同様に大納言を辞している。
このことは雅房がどうやら亀山院派であることの証左であり、亀山院と関係が良くなかった後深草院の院政下では昇進が難しかったと推測できる。そのため雅房が権大納言に任ぜられ父定実も昇進することになったのは、後深草院が正応3年（1290年）に出家し伏見天皇による親政が始まってからということになる。
雅房が近衛大将を兼ねることができたとすれば家格から見て権大納言に任ぜられてからであり、近衛大将兼任を逃した代わり最終的には弾正尹を兼ねることになったのである。定実が太政大臣に任ぜられたのは後二条天皇が即位してからであり、定実・雅房親子が持明院統派に接近したのかどうか、検討の余地がある。
この段の「院」を従来は「亀山院」としているが、上記の状況を勘案すれば「伏見院」となるのではないかとも考えられる。ただし、雅房が弾正尹を兼ねたのは後宇多院政下であり、伏見院政下では近衛大将になれなかった雅房を遇するために後宇多院が弾正尹に任じたとも考えられる。

## 系譜
- 父：土御門定実
- 母：杉原政平娘
- 妻：不詳
- 生母不明の子女
  - 男子：土御門雅長 - 権大納言